# Система защиты от кражи предмета
Система защиты от кражи предмета — вид охранной сигнализации в магазинах самообслуживания, предназначенной для защиты от несанкционированного выноса товаров (магазинных краж). Другие названия — система EAS (electronic article surveillance), антикражная система, жарг. антикражка.
Состоит из специального датчика движения — путевого датчика, как правило, в виде рамок-антенн, установленных на выходе из магазина. Все защищаемые товары или их упаковка оснащаются специальным управляющим элементом путевого датчика — меткой, вызывающим срабатывание путевого датчика при пронесении метки между рамками. Если покупатель приобрёл товар штатно, метку на товаре кассир снимает или деактивирует специальным приспособлением.

## История рынка противокражных систем
Первая EAS-система была разработана Артуром Минасси, основателем «Knogo» в середине 1960-х годов, и была основана на радиочастотной (RF) технологии. Почти сразу же за ним Рональд Г. Асаф, основатель Sensormatic Electronics Corporation, разработал EAS-систему на основе микроволновых (СВЧ) волн, которая в основном была ориентирована на магазины одежды и аксессуаров.
Примерно в то же время, Джордж Дж. Лихтблау разработал систему на основе технологии Swept RF, после чего лицензировал свои патенты компании Checkpoint, которая создала на их основе коммерческий продукт к началу 1970-х годов. Электромагнитные системы были разработаны благодаря потребности в очень маленьких этикетках в середине 70-х годов и хорошо продавались в европейские супер-и гипермаркеты.
В 1986 году в компании Sensormatic поняли необходимость единой платформы EAS, как ответ на потребности розницы на многих вертикальных рынках. Совместно с компанией Allied Signal Corporation, компания Sensormatic разработала AM-технологию названную Ultra•Макс, которая пришла на рынок в 1988 году, тогда же компания Sensormatic оформила эксклюзивные права на эту технологию.
В 2018 году патент Sensormatic истёк. В этот момент на рынок вышли другие производители противокражного оборудования АМ-технологии.

## Технологии
Существует множество физических принципов бесконтактной идентификации объекта (товара), подходящих для целей торговли. Наибольшее распространение получили вариации на электромагнитную тему. Характерный признак таких систем — рамки электромагнитных антенн, перекрывающие проход. Различие проявляется в конструкции меток.

## Электромагнитные (EM) системы и метки
Электромагнитные системы противокражной защиты (EM EAS) используют полоску аморфного металла (например, Metglas) в сочетании с ферромагнитным слоем, что позволяет многократно активировать и деактивировать метку.
При воздействии переменного магнитного поля низкой частоты (10–1000 Гц) метка излучает гармонические сигналы благодаря своей нелинейной магнитной характеристике. Эти сигналы обнаруживаются антеннами, установленными на выходах или в охраняемых зонах. Намагничивание ферромагнитного слоя вызывает насыщение аморфной полоски и подавление сигнала; размагничивание восстанавливает её обнаружение.
EM-системы эффективно работают на металлических поверхностях, фольгированной упаковке и изогнутых предметах — там, где RFID и RF-технологии могут давать сбои.
В библиотеках EM-системы широко применяются для защиты книг и DVD-дисков с помощью tattle tape - тонких электромагнитных полосок, встроенных в носители или прикреплённых к ним. Такие полоски срабатывают на выходных детекторах при попытке вынести объект без оформления.
В розничной торговле EM-метки обеспечивают защиту небольших, изогнутых или металлических товаров, таких как косметика, банки с детским питанием, лекарства, инструменты и предметы, скрытые во вспомогательных сумках или фольгированной упаковке.
Ещё одно важное применение - защита документов. EM-элементы встраиваются в специальную бумагу для охраны конфиденциальной информации. Такие микропровода обнаруживаются рамками или металлодетекторами. Примеры: AntiLeak Paper от Tagit и интеллектуальные документы от SDEMA.